# Autodesk Inventor
Inventor – program komputerowy typu CAD tworzony i rozpowszechniany przez firmę Autodesk. Jest to typ modelera bryłowego służący do zamodelowania projektowanego urządzenia jako modelu 3D. Na podstawie tego modelu możliwe jest wykonanie rysunków wykonawczych, złożeniowych, poglądowych i innych. Autodesk Inventor został zaprojektowany do pracy z zespołami sięgającymi kilkunastu tysięcy elementów.
Inventor powstał w 1999 roku jako konkurent dla takich programów CAD jak SolidWorks, Pro/ENGINEER oraz Solid Edge. Modelowanie części w programie Inventor realizowane jest w oparciu o jądro ShapeManager, które pozwala na wykorzystywanie hybrydowej techniki pracy, pozwalającej na łączenie brył i powierzchni w jednym modelu w celu uzyskania żądanych kształtów i uproszczenia edycji modelu.
Inventor używa specyficznych formatów plików dla części (.IPT), złożeń (.IAM) oraz widoków (.IDW). Jeżeli jednak zachodzi potrzeba, program odczytuje i zapisuje pliki w formacie DWG, DWF, IGS i inne. Jest kompatybilny z programem AutoCAD, tzn. ma możliwość eksportowania widoków (.IDW) do AutoCAD-a. Nie zawsze wszystko idealnie uda się przenieść, ale w większości przypadków po drobnych zmianach „kosmetycznych” plik jest gotowy do użytku. Od wersji 2008 zamiast plików IDW do generowania widoków można stosować pliki DWG. Pliki utworzone w ten sposób można bezproblemowo otwierać w AutoCAD. Zawierają one jedynie dwuwymiarową informację (brak modelu 3D). Całość informacji zawarta jest w tzw. Obszarze Papieru. Obszar Modelu jest pusty.
Aplikacja działa pod systemem operacyjnym Windows.
Podstawowe moduły programu to:
1. Moduł do tworzenia części (.ipt)
2. Moduł do tworzenia złożeń (.iam)
3. Moduł do tworzenia dokumentacji (.idw)

Dodatkowo moduł do tworzenia części ma możliwość sprawdzenia wytrzymałościowego pojedynczej części. Analiza ta oparta jest na solverze ANSYS. W przygotowaniu jest moduł do analizy wytrzymałościowej złożeń. Natomiast moduł do tworzenia złożeń ma możliwość tworzenia animacji i renderingu.
Warto też wspomnieć o osobnym szablonie do gięcia blach. Ułatwia to pracę z częściami o stałej grubości. Od wersji 2010 rozbudowuje się moduł Mold Design do wytwarzania form wtryskowych.

## Wersje oprogramowania
Nazwy poszczególnych wersji programu początkowo pochodziły od znanych amerykańskich samochodów. Począwszy od wersji 11 kolejne odsłony noszą nazwy znanych uczonych i wynalazców (ang. inventor).
- Inventor 1 „Mustang” 20.09.1999
- Inventor 2 „Thunderbird” 01.03.2000
- Inventor 3 „Camaro” 01.08.2000
- Inventor 4 „Corvette” 01.12.2000
- Inventor 5 „Durango” 17.09.2001
- Inventor 5.3 „Prowler” 30.01.2002
- Inventor 6 „Viper” 15.10.2002
- Inventor 7 „Wrangler” 18.04.2003
- Inventor 8 „Cherokee” 15.10.2003
- Inventor 9 „Crossfire” 15.07.2004
- Inventor 10 „Freestyle” 06.04.2005
- Inventor 11 „Faraday” 06.04.2006
- Inventor 2008 „Goddard” 11.04.2007
- Inventor 2009 „Tesla” rok 2008
- Inventor 2010, „Hopper” 27 lutego 2009
- Inventor 2011, „Sikorsky”
- Inventor 2012, „Brunel”
- Inventor 2013, „Goodyear”
- Inventor 2014, „Franklin”
- Inventor 2015, „Dyson”
- Inventor 2016, „Shelby”
- Inventor 2017, „Enzo”
- Inventor 2018, „Elon”
- Inventor 2019, „Zora”
- Inventor 2020, „Senna”
- Inventor 2021, „Ada”
- Inventor 2022, „Ren”

## Wymagania sprzętowe[1]
| SYSTEM OPERACYJNY       | 64-bitowy Microsoft® Windows® 10 Anniversary Update (wersja 1607 lub wyższa) 64-bitowy Microsoft Windows 8.1 64-bitowy Microsoft Windows 7 SP1 z Updatem KB4019990 |
| PROCESOR                | Rekomendowany: 3.0 GHz lub więcej, 4 lub więcej rdzeni. Minimum: 2.5 GHz lub więcej.                                                                               |
| PAMIĘĆ                  | Rekomendowane: 20 GB RAM lub więcej. Minimum: 8 GB RAM dla mniej niż 500-częściowych zespołów                                                                      |
| MIEJSCE NA DYSKU        | Instalator pospołu z pełną instalacją: 40 GB |
| ROZDZIELCZOŚĆ MONITORA: | Rekomendowane: 3840×2160 px (4K). Preferowane skalowanie: 100%, 125%, 150% lub 200%. Minimum: 1280×1024 px (1080p).                                                |
| .NET Framework          | |